# Csupaszfarkú vakond
A csupaszfarkú vakond (Scalopus aquaticus) az emlősök (Mammalia) osztályának Eulipotyphla rendjébe, ezen belül a vakondfélék (Talpidae) családjába tartozó faj.
Nemének az egyetlen faja.

## Előfordulása
A csupaszfarkú vakond fő előfordulási területe az Amerikai Egyesült Államok keleti fele - az amerikai vakondok közül ennek a fajnak van a legnagyobb elterjedése. Az USA-n kívül ez az állat még megtalálható a kanadai Ontario tartomány legdélebbi részein, valamint Mexikóban Az USA-val való határon.
A fosszilis maradványai alapján, ez a vakondféle már a pleisztocén korban is létezett, Pennsylvaniától egészen Texasig.

## Alfajai
- Scalopus aquaticus aereus Bangs, 1896
- Scalopus aquaticus alleni Baker, 1951
- Scalopus aquaticus anastasae Bangs, 1898
- Scalopus aquaticus aquaticus Linnaeus, 1758
- Scalopus aquaticus australis Chapman, 1893
- Scalopus aquaticus bassi Howell, 1939
- Scalopus aquaticus caryi Jackson, 1914
- Scalopus aquaticus howelli Jackson, 1914
- Scalopus aquaticus inflatus Jackson, 1914
- Scalopus aquaticus machrinoides Jackson, 1914
- Scalopus aquaticus machrinus Rafinesque, 1832
- Scalopus aquaticus montanus Baker, 1951
- Scalopus aquaticus nanus Davis, 1942
- Scalopus aquaticus parvus Rhoads, 1894
- Scalopus aquaticus porteri Schwartz, 1952
- Scalopus aquaticus texanus J. A. Allen, 1891

## Megjelenése
Ez a vakondféle körülbelül 16 centiméter hosszú, ebből 3 centimétert a kis csupasz farok képez. Testtömege átlagosan 75 gramm. Az északon élő példányok általában nagyobbak és világosabbak, míg a délen élők kisebbek és majdnem feketék. csupaszfarkú vakond szőrzete általában szürkésbarna. A szemeit bőr és bunda fedi, nincsenek külső fülei. 36 foga van. A hasán és a végnyílásán levő mirigyekből erős bűzt áraszt; ez részben a fajtársaival való kommunikálásra használ, és részben a ragadozók elriasztására szolgál.

## Életmódja
Üreglakó állatként puha, azonban jó lefolyású talajokra van szüksége. Főleg a nyílt térségeket, füves pusztákat, réteket és a ligeterdőket kedveli. Elsősorban földigilisztákkal táplálkozik, de ha alkalma adódik, mindenféle gerinctelent elfogyaszt. Emberközelben a kutyaeledelt sem veti meg. Hogy életben maradjon testtömegének a 25-50%-át kell hogy elfogyassza minden nap. Ezt a vakondot pedig kutyák, macskák, prérifarkasok és ragadozó madarak kapják el; ezeken kívül élősködői is vannak, mint például az újonnan felfedezett Scalopacarus nembéli atkák.

## Szaporodása
A szaporodási időszaka április közepétől egészen júniusig tart. A déli területein már márciusban is ellhet. A vemhesség 45 napig tart, ennek végén 2-5 kis vakond jön világra. Vakon és csupaszon születnek; anyjukhoz képest jó nagyok. 10 naposan megszőrösödnek és négyhetesen elhagyják a fészket.

## Képek

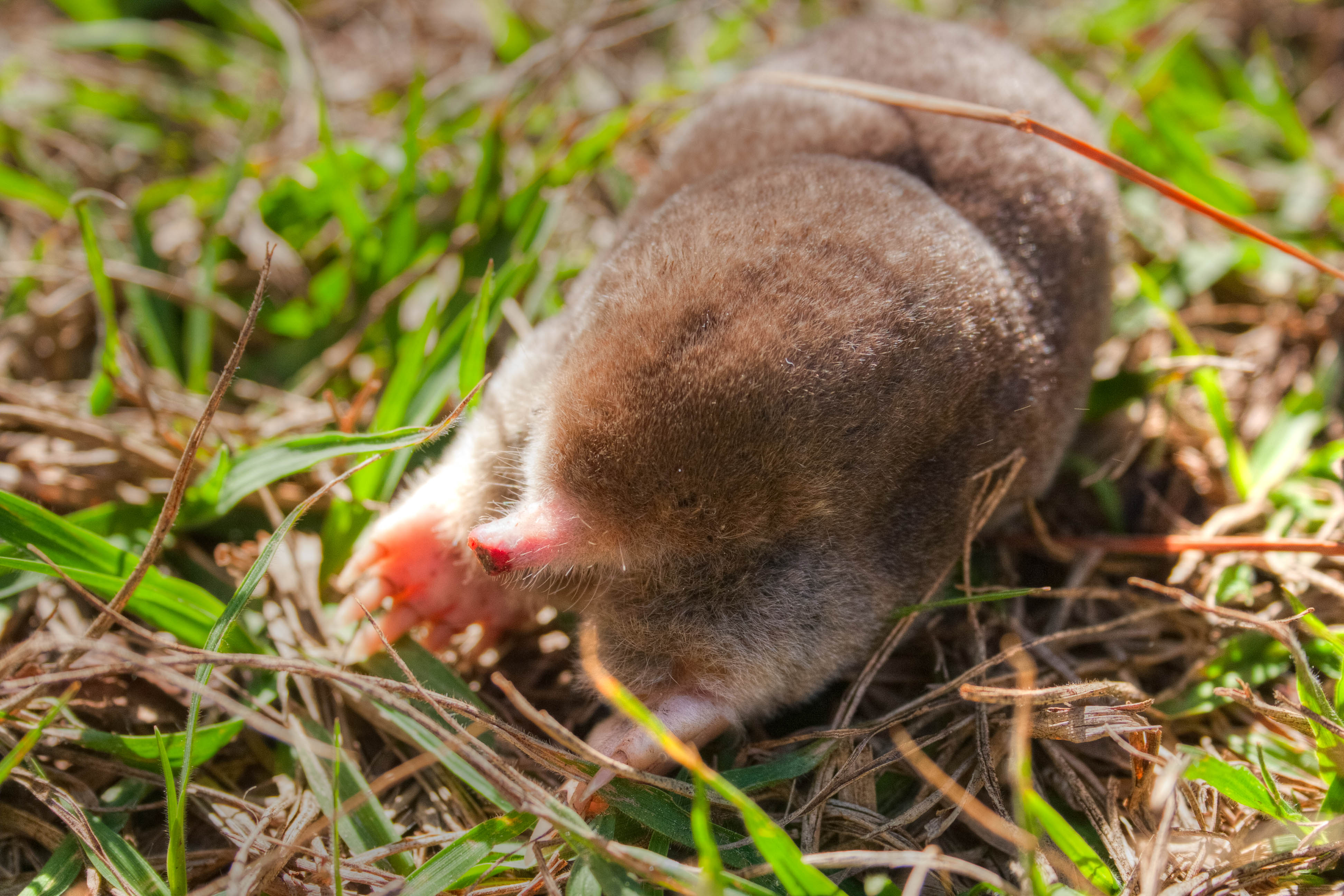
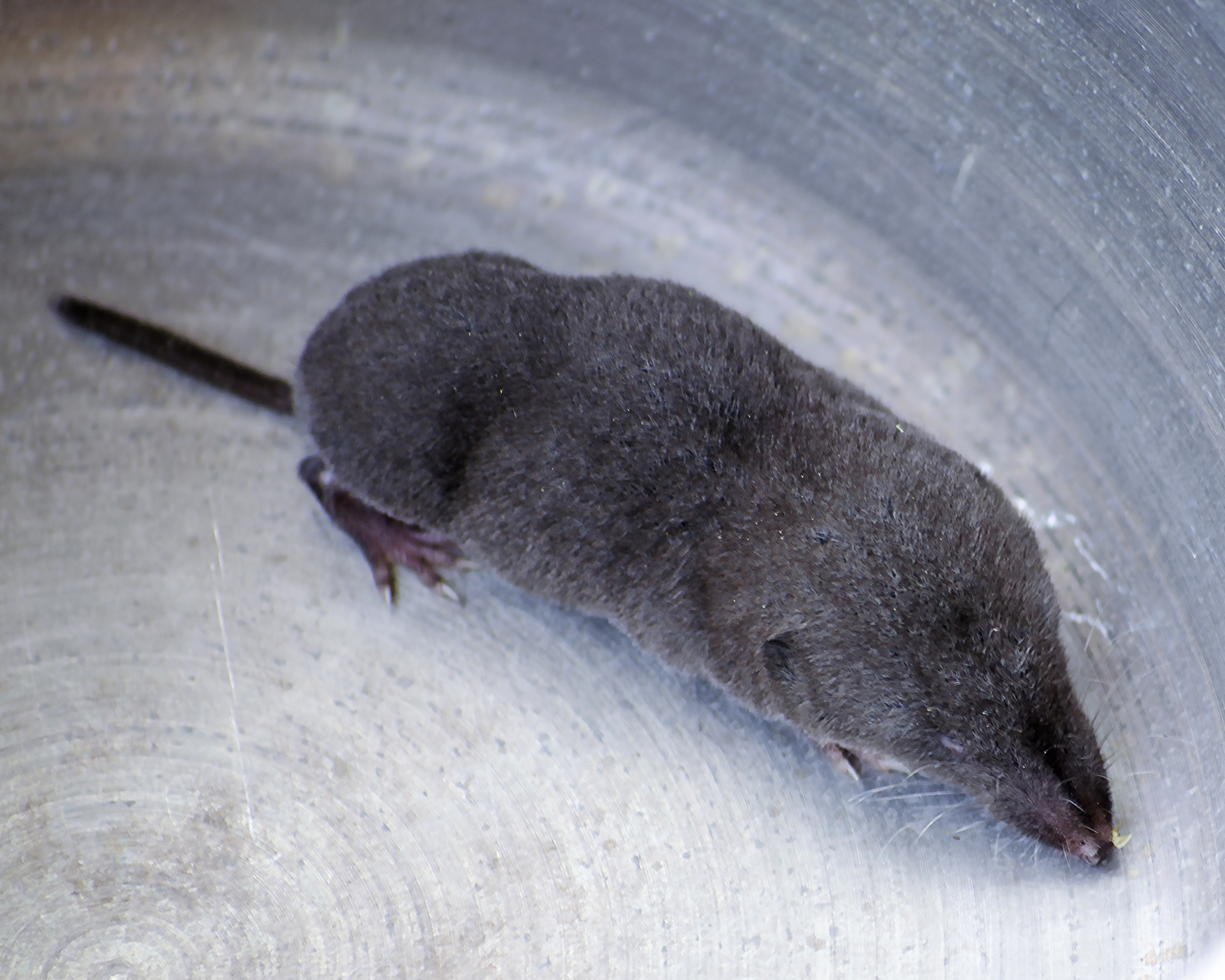
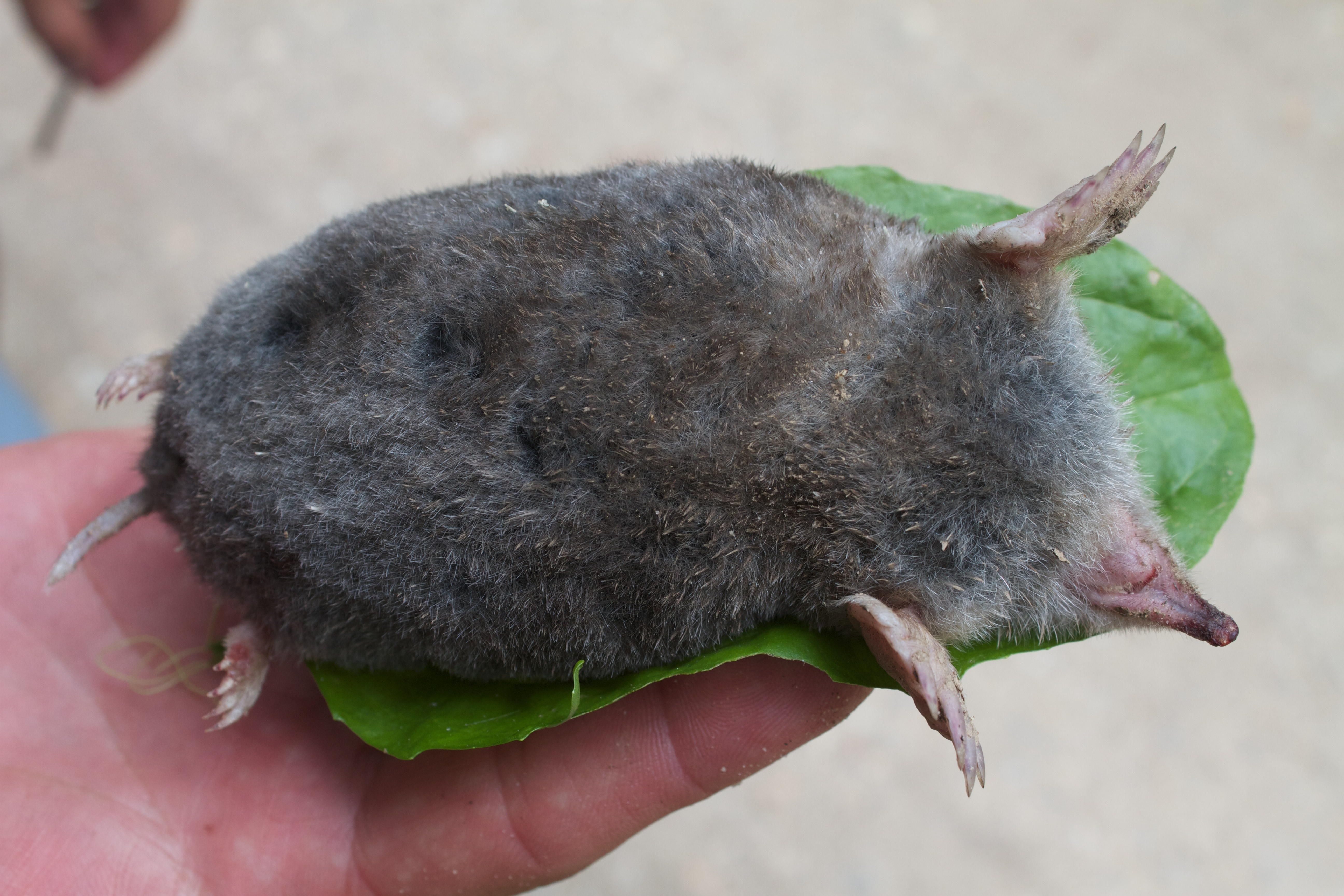
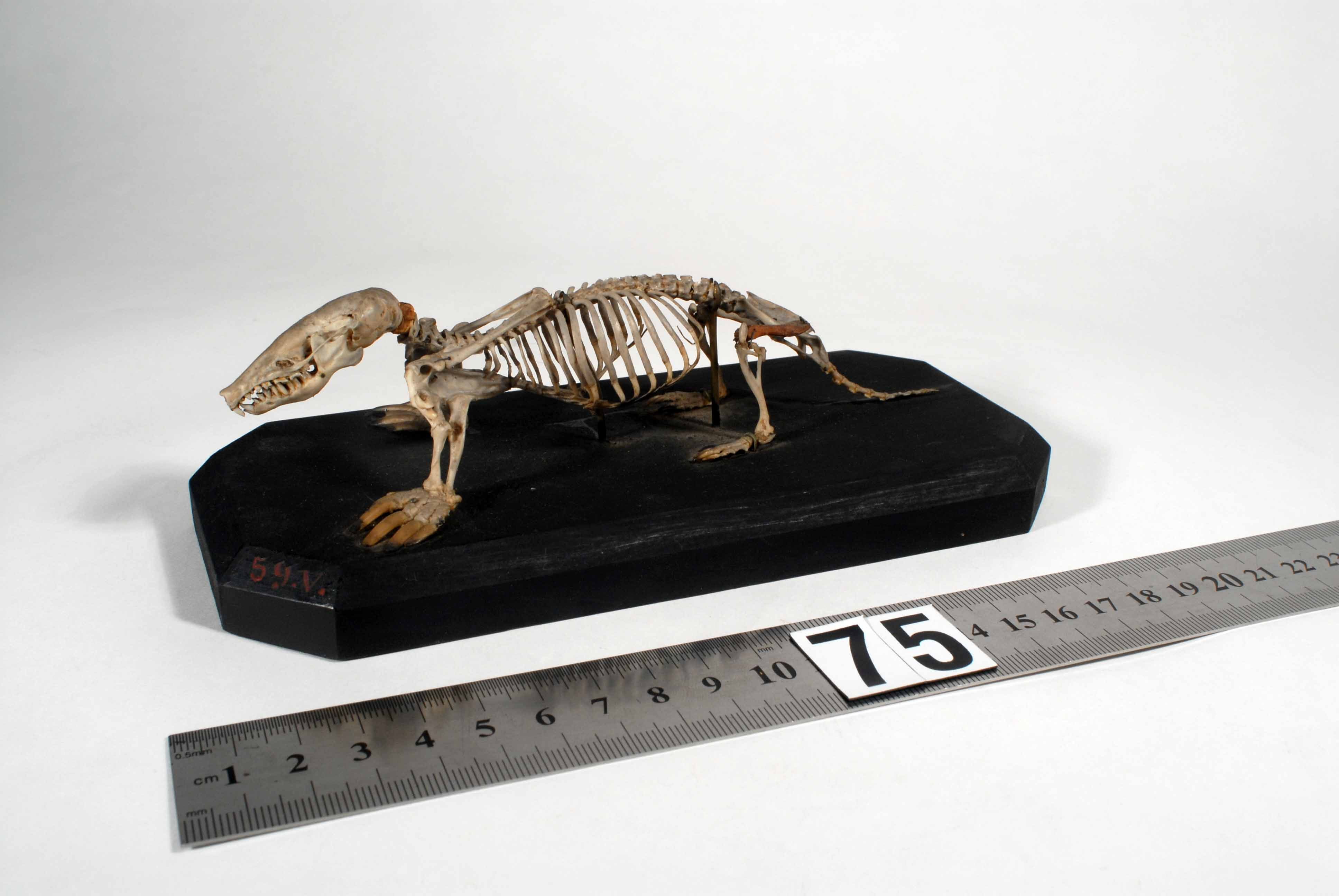
A csontváza
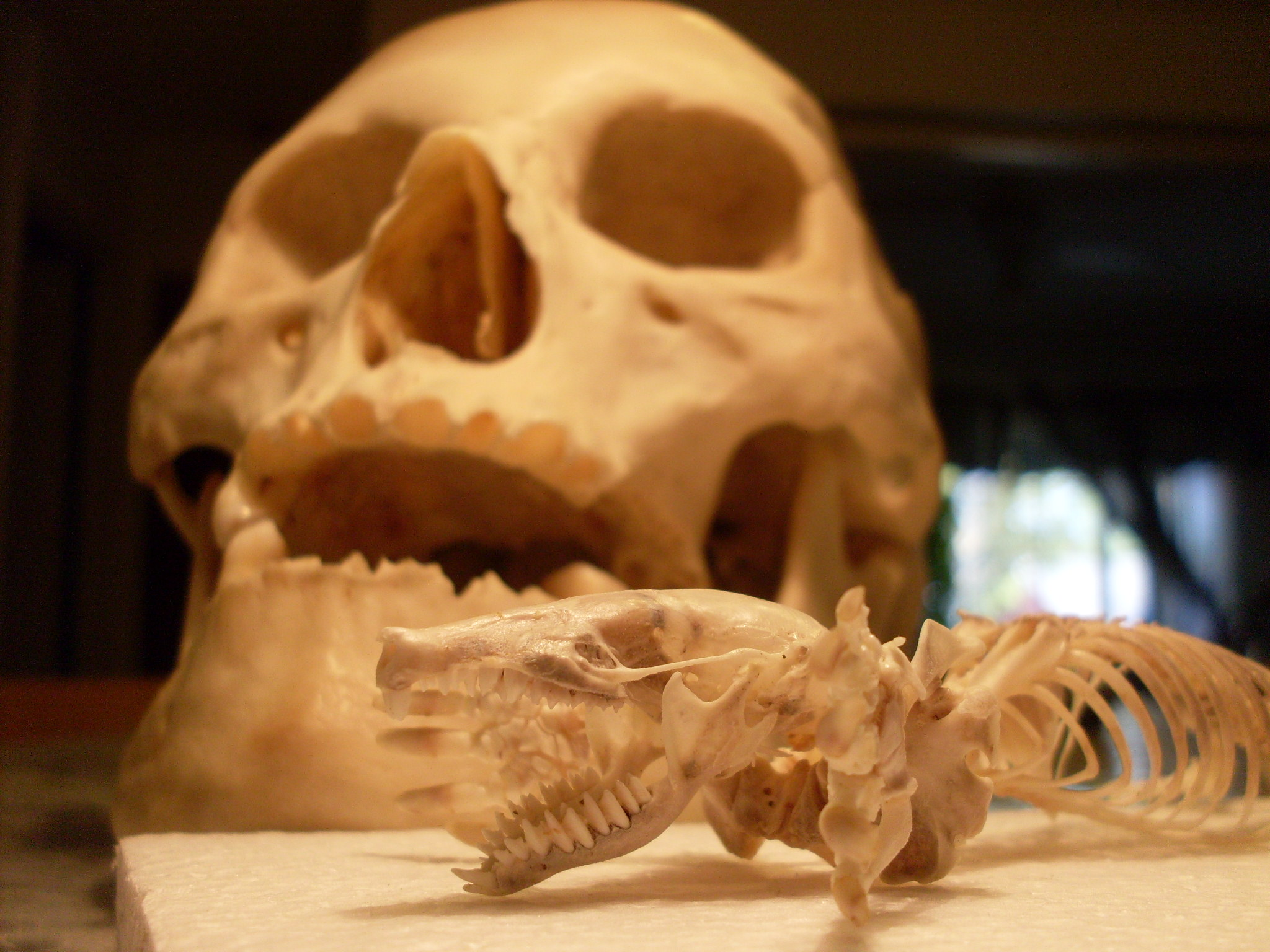
Koponyája az ember koponya előtt

### Fordítás
- Ez a szócikk részben vagy egészben  az   Eastern mole című angol Wikipédia-szócikk ezen változatának fordításán alapul.  Az eredeti cikk szerkesztőit annak laptörténete sorolja fel. Ez a jelzés csupán a megfogalmazás eredetét és a szerzői jogokat jelzi, nem szolgál a cikkben szereplő információk forrásmegjelöléseként.